# Kazimierz Frelkiewicz
Kazimierz Frelkiewicz (Pogrzybów, 20 febbraio 1940) è un ex cestista polacco.

## Carriera
Con la Polonia ha disputato due edizioni dei Giochi olimpici (Tokyo 1964, Città del Messico 1968), i Campionati mondiali del 1967 e tre edizioni dei Campionati europei (1963, 1965, 1967).

## Palmarès
- Campionato polacco: 2

Śląsk Breslavia: 1964-65, 1969-70
- Coppa di Polonia: 4

Śląsk Breslavia: 1957, 1959, 1972, 1973